# Мейо, Вирджиния
Вирджиния Мейо (англ. Virginia Mayo, 30 ноября 1920 — 17 января 2005) — американская актриса и танцовщица. После короткой карьеры в водевилях она стала сниматься в кино и 1940-е годы зарекомендовала себя как прекрасная исполнительница ролей второго плана в таких фильмах как «Лучшие годы нашей жизни» и «Белое каление». Вирджиния продолжала активно работать и в 1950-е годы, но после этого её появления на экране были уже не такими частыми. Последнюю роль Вирджиния сыграла в 1997 году.

## Ранние годы
Вирджиния Клара Джонс родилась 30 ноября 1920 года в Сент-Луисе, штат Миссури. С детства Вирджиния занималась танцами, а позже начала участвовать в водевилях. В качестве псевдонима она использовала фамилию своего коллеги Энди Мейо, который пригласил её для того, чтобы она участвовала в его выступлениях, выступая в качестве дрессировщицы двух мужчин, изображающих лошадь на манеже.

## Карьера
Вирджиния продолжала свою карьеру танцовщицы, выступая с Эдди Кантором на Бродвее в 1941 году в спектакле «Банджо глаз». Затем Бенни Гудмен пригласил её выступать в кабаре, а, в 1942 году актриса подписала контракт с Сэмюэлом Голдвином и появилась в нескольких его картинах. Первую значительную роль сыграла в комедии «Принцесса и пират» (1944), где играла в паре с Бобом Хоупом. Её героиня путешествовала по южным морям инкогнито, желая выйти замуж по любви, а не по воле отца-короля и попадала в руки нелепых пиратов, от которых её спасал комик-неудачник.
Во второй половине 1940-х годов Вирджиния четыре раза играла в паре с Дэнни Кеем. В 1945 году она сыграла в музыкальной комедии «Чудо-человек». Фильм стал дебютом для танцовщицы Веры-Эллен. В фильме «Малыш из Бруклина» (1946) — музыкальном ремейке комедии 1936 года «Млечный путь» с Гарольдом Ллойдом — Дэнни Кей, Вирджиния Мейо и Вера-Эллен также появились вместе. В фильме «Лучшие годы нашей жизни» (1946) Мейо она играет меркантильную женщину, которая бросает своего мужа, вернувшегося с войны. Эта роль принесла ей большой успех.
Затем актриса вновь сыграла с Дэнни Кеем в комедии «Тайная жизнь Уолтера Митти» (1947). Её последним фильмом с ним стала музыкальная комедия «Рождение песни» (1948), являющаяся ремейком комедии «С огоньком», где ту же роль играла Барбара Стэнвик.
В фильме 1949 года «Белое каление» Вирджиния появилась в роли холодной и расчётливой Верны Джарретт — любовницы гангстера, психопата и беспредельщика, одержимого эдиповым комплексом. По её собственным словам, Вирджиния боялась своего партнёра по фильму — Джеймса Кэгни, потому что он играл очень естественно и реалистично.
Также актриса появилась в комедии Out of the Blue (1947) с Джорджем Брентом, криминальной драме Smart Girls Don’t Talk (1948) — её первом фильме на студии Warner Bros., романтической комедии «Девушка из Джоунс Бич» (1949), где она играла в паре с будущим президентом США Рональдом Рейганом. Амплуа, которое она олицетворяла собой в этих годы было чем-то средним между «мечтательной девушкой» (Manic Pixie Dream Girl) и «девушкой-соседкой» (Girl Next Door), которые были наиболее предпочтительны американцам в те годы.
Также в тот период она начала играть роли в образе «роковых женщин» (femme fatale), например, в фильмах-нуар Flaxy Martin (1949), «Красный свет» (1949) или уже упомянутом «Белом калении». В вестерне «Территория Колорадо» (1949) она играла наполовину индейскую девушку, погибающую со своим другом-бандитом под полицейскими пулями. Её гибель вызвала возмущение публики, которое режиссёр фильма Рауль Уолш резюмировал следующими словами: «Только японцы предпочитают, чтобы главные герои умирали: они обожают такого рода драмы. А в Америке лишь Хамфри Богарта или Джеймса Кэгни можно изрешетить на экране, не опасаясь вызвать бунт в зале».
В музыкальном фильме «Всегда оставляй их смеющимися» (1949) с Милтоном Берлом она сыграла роль второго плана, но она, равно, как и игравшая в фильме главную женскую роль Рут Роман, впервые станцевали на экране именно в этой картине. Актриса также сыграла в мюзиклах: «Вест-Поинтская история» (1950) с Дорис Дэй и Джеймсом Кэгни, «Рисуя облака и солнечный свет» (1951), «Со звёздами на борту» (1951), где она появилась в роли самой себя и исполнила танцевальный номер Noche Caribe (Caribbean Night), «Она учится в колледже» (1952) — ремейке романтической комедии 1942 года «Самец» с Генри Фондой, где она вновь сыграла с Рональдом Рейганом и She’s Back on Broadway — её последнем киномюзикле. Однако, несмотря на прекрасную танцевальную подготовку, пела в них она не сама: вокальные партии её героинь всегда исполняли профессиональные певицы.
В 1950-х годах Вирджиния активно играла в основном в фильмах категории B, вестернах и приключенческих фильмах. Из этих фильмов с её участием выделяются: приключенческие фильмы «Огонь и стрела» (1950) с Бертом Ланкастером и «Капитан Горацио» (1951) с Грегори Пеком, вестерны «Красные пески» (1951) с Кирком Дугласом и «Железная госпожа» с Аланом Лэддом, а также исторические фильмы «Ричард Львиное сердце» (1954) с Рексом Харрисоном и Джорджем Сандерсом и «Серебряная чаша» (1954) с Пьер Анджели, Полом Ньюманом и Натали Вуд. В 1957 году актриса исполнила роль египетской царицы Клеопатры в научно-фантастическом фильме Ирвинга Аллена «История человечества», где помимо неё сыграли Рональд Колман, Хеди Ламарр, братья Маркс, Агнес Мурхед, Петер Лорре, Чарльз Коберн и другие.
Начиная с 1960-х годов, актриса начинает сниматься в кино реже, сыграв в своём последнем фильме в 1997 году. Всего за свою карьеру Вирджиния Мейо сыграла более, чем в 50 фильмах.

## Личная жизнь
В 1947 году Вирджиния вышла замуж за актёра Майкла О’Ши, от которого в 1953 году родила дочь Мэри Кэтрин. Супруги прожили вместе до декабря 1973 года, когда Майкл скончался от сердечного приступа. Вирджиния Мейо умерла от естественных причин в Лос-Анджелесе в 2005 году в возрасте 84 лет.

## Фильмография
| Год  |     | Русское название                              | Оригинальное название                    | Роль                        |
| ---- | --- | --------------------------------------------- | ---------------------------------------- | --------------------------- |
| 1939 | кор | —                                             | Gals and Gallons                         | Вирджиния Джонс             |
| 1943 | ф   | —                                             | Follies Girl                             | Клорин                      |
| 1943 | ф   | Джек Лондон                                   | Jack London                              | Мейми                       |
| 1944 | ф   | Вступайте в ряды армии                        | Up in Arms                               | медсестра Джоанна           |
| 1944 | ф   | Семь дней на берегу                           | Seven Days Ashore                        | Кэрол Дин                   |
| 1944 | ф   | Принцесса и пират                             | The Princess and the Pirate              | Маргарет                    |
| 1945 | ф   | Чудо-человек                                  | Wonder Man                               | Эллен Шенли                 |
| 1946 | ф   | Малыш из Бруклина                             | The Kid from Brooklyn                    | Полли Прингл                |
| 1946 | ф   | Лучшие годы нашей жизни                       | The Best Years of Our Lives              | Мэри Дерри                  |
| 1947 | ф   | —                                             | Out of the Blue                          | Дебора Тайлер               |
| 1947 | ф   | Тайная жизнь Уолтера Митти                    | The Secret Life of Walter Mitty          | Розалинд ван Хорн           |
| 1948 | ф   | —                                             | Smart Girls Don’t Talk                   | Линда Викерс                |
| 1948 | ф   | Песня рождена                                 | A Song Is Born                           | Хани Свонсон                |
| 1949 | ф   | —                                             | Flaxy Martin                             | Флекси Мартин               |
| 1949 | ф   | Территория Колорадо                           | Colorado Territory                       | Колорадо Карсон             |
| 1949 | ф   | Девушка из Джоунс Бич                         | The Girl from Jones Beach                | Рут Уилсон                  |
| 1949 | ф   | Белое каление                                 | White Heat                               | Верна Джарретт              |
| 1949 | ф   | Красный свет                                  | Red Light                                | Карла Норт                  |
| 1949 | ф   | Флэкси Мартин                                 | Flaxy Martin                             | Флэкси Мартин               |
| 1949 | ф   | Всегда оставляй их смеющимися                 | Always Leave Them Laughing               | Нэнси Иген                  |
| 1950 | ф   | Ответный огонь                                | Backfire                                 | медсестра Джули Бенсон      |
| 1950 | ф   | Огонь и стрела                                | The Flame and the Arrow                  | Энн де Хесс                 |
| 1950 | ф   | Вест-поинтская история                        | The West Point Story                     | Ив Диллон                   |
| 1951 | ф   | Капитан Горацио Хорнблоуэр                    | Captain Horatio Hornblower R.N.          | леди Барбара                |
| 1951 | ф   | Красные пески                                 | Along the Great Divide                   | Энн Кит                     |
| 1951 | ф   | Рисуя облака и солнечный свет                 | Painting the Clouds with Sunshine        | Кэрол                       |
| 1951 | ф   | Со звёздами на борту                          | Starlift                                 | в роли самой себя           |
| 1952 | ф   | Она учится в колледже                         | She’s Working Her Way Through College    | Анджела Гарднер             |
| 1952 | ф   | Железная госпожа                              | The Iron Mistress                        | Джудалон де Борней          |
| 1953 | ф   | —                                             | She’s Back on Broadway                   | Кэтрин Террис               |
| 1953 | ф   | Женщина южных морей                           | South Sea Woman                          | Джинджер Мартин             |
| 1953 | ф   | Каньон дьявола                                | Devil’s Canyon                           | Эбби Никсон                 |
| 1954 | ф   | Ричард Львиное Сердце                         | King Richard and the Crusaders           | леди Эдит Плантагенет       |
| 1954 | ф   | Серебряная чаша                               | The Silver Chalice                       | Хелена                      |
| 1955 | ф   | Сокровища южного океана                       | Pearl of the South Pacific               | Рита Дилейн                 |
| 1956 | ф   | В утро Великого дня                           | Great Day in the Morning                 | Энн Мерри Элейн             |
| 1956 | ф   | Гордые                                        | The Proud Ones                           | Салли                       |
| 1956 | ф   | Пересекая Конго                               | Congo Crossing                           | Луиз Уитман                 |
| 1957 | ф   | —                                             | The Big Land                             | Хелен Джаггер               |
| 1957 | с   | —                                             | Conflict                                 | н/д                         |
| 1957 | ф   | История человечества                          | The Story of Mankind                     | Клеопатра                   |
| 1957 | ф   | Высокий незнакомец                            | The Tall Stranger                        | Эллен                       |
| 1958 | ф   | Форт Доббс                                    | Fort Dobbs                               | Селия Грей                  |
| 1958 | с   | Караван повозок                               | Wagon Train                              | Красотка Джеймисон          |
| 1958 | с   | Письмо к Лоретте                              | Letter to Loretta                        | Мирна Нельсон               |
| 1959 | с   | —                                             | Lux Playhouse                            | Глория Кроуфорд             |
| 1959 | ф   | Идущий на Запад                               | Westbound                                | Норма Патнем                |
| 1959 | ф   | —                                             | Jet Over the Atlantic                    | Джин Гарни                  |
| 1960 | тф  | —                                             | McGarry and His Mouse                    | Китти Макгарри              |
| 1961 | ф   | —                                             | Revolt of the Mercenaries                | леди Патризия               |
| 1964 | ф   | —                                             | Revolt of the Mercenaries                | Сара Маккой                 |
| 1965 | с   | Правосудие Берка                              | Burke’s Law                              | доктор Терри Фостер         |
| 1966 | ф   | Замок зла                                     | Castle of Evil                           | Мэри Тереза «Сейби» Пуласки |
| 1967 | с   | Дактари                                       | Daktari                                  | Вера Поттер                 |
| 1967 | ф   | —                                             | Fort Utah                                | Линда Ли                    |
| 1969 | с   | —                                             | The Outsider                             | Джин Дэниелс                |
| 1971 | с   | Ночная галерея                                | Night Gallery                            | Кэрри Крейн                 |
| 1975 | с   | Полицейская история                           | Police Story                             | Энджи                       |
| 1975 | ф   | —                                             | Fugitive Lovers                          | Лиз Трент                   |
| 1976 | ф   | Вон Тон Тон — собака, которая спасла Голливуд | Won Ton Ton: The Dog Who Saved Hollywood | мисс Баттли                 |
| 1977 | ф   | Преследуемый                                  | Haunted                                  | Мишель                      |
| 1977 | с   | —                                             | Lanigan’s Rabbi                          | Маргарет Элтон              |
| 1978 | ф   | Французский квартал                           | French Quarter                           | графиня Уилли Пьязза / Айда |
| 1984 | с   | Санта-Барбара                                 | Santa Barbara                            | Пичес Делайт                |
| 1984 | с   | Она написала убийство                         | Murder, She Wrote                        | Элинор                      |
| 1984 | с   | Ремингтон Стил                                | Remington Steele                         | в роли самой себя           |
| 1986 | с   | Лодка любви                                   | The Love Boat                            | Вирджиния Уилкокс           |
| 1990 | ф   | Злые духи                                     | Evil Spirits                             | Дженет Уилсон               |
| 1993 | ф   | Полуночный свидетель                          | Midnight Witness                         | Китти                       |
| 1997 | с   | Голая правда                                  | The Naked Truth                          | в роли самой себя           |
| 1997 | ф   | —                                             | The Man Next Door                        | Люсия                       |